# دفتر امور آسیای شرقی و اقیانوس آرام
در دولت ایالات متحده آمریکا، دفتر امور آسیای شرقی و اقیانوس آرام بخشی از وزارت امور خارجه ایالات متحده آمریکا است که متعهد به اجرای سیاست خارجی ایالات متحده و حمایت از منافع ایالات متحده در آسیای شرقی و اقیانوس آرام است.

## سازمان
دفاتر امور آسیای شرقی و اقیانوس آرام، فعالیت‌های دولتی ایالات متحده را در منطقه، از جمله مسائل سیاسی، اقتصادی، کنسولی، سیاست عمومی و مسائل مدیریت اداری، هماهنگ و نظارت می‌کنند.
- دفتر امور استرالیا، نیوزیلند و جزایر اقیانوس آرام
- دفتر امور چین و مغولستان
- دفتر سیاست‌های منطقه‌ای و امنیتی
- دفتر امور عمومی
- دفتر امور ژاپن
- دفتر امور آسیای جنوب شرقی
- دفتر امور دریایی جنوب آسیا
- دفتر امور کره
- دفتر سیاست عمومی
- دفتر امور چند جانبه
- دفتر هماهنگی تایوان
- دفتر سیاست‌های اقتصادی
- دفتر مدیر اجرایی